# Gilbert Ndahayo
Gilbert Ndahayo (Shyanda, 10 dicembre 1975) è un regista ruandese.

## Filmografia parziale
- Behind This Convent (2008)